# Harry Potter and the Deathly Hallows – Part 2 (trilha sonora)
A trilha sonora de Harry Potter and the Deathly Hallows - Part 2 (no Brasil, Harry Potter e as Relíquias da Morte - Parte 2; em Portugal, Harry Potter e os Talismãs da Morte - Parte 2) refere-se ao filme de 2011 de mesmo nome, composta e conduzida por Alexandre Desplat. A trilha sonora foi indicada ao Grammy Award, ao Satellite Award, ao Houston Film Critics Society Award, ao Denver Film Critics Society Award e ao IFMCA Award de Melhor Trilha Sonora Original para um Filme de Fantasia. A trilha sonora ganhou o prêmio San Diego Film Critics Society de melhor trilha sonora.

## Desenvolvimento
Foi confirmado no site da Warner Bros. que o compositor da Parte 1, Alexandre Desplat, voltaria para fazer a trilha sonora da Parte 2. Em uma entrevista à Film Music Magazine, Desplat declarou que fazer a trilha sonora da Parte 2 é "um grande desafio" e que ele tem "muitas expectativas a cumprir e muito trabalho" pela frente. Desplat começou a compor a música no início de 2011 e terminou a gravação com os orquestradores Conrad Pope, Jean-Pascal Beintus, Bill Newlin, Nan Schwartz, Clifford Tasner, Alejandro de la Llosa e a Orquestra Sinfônica de Londres em 27 de maio de 2011 no Abbey Road Studios, conforme declarado na página oficial de Pope no Facebook. A atriz Evanna Lynch confessou na LeakyCon de 2011 que foi convidada para as sessões de pontuação, quando Desplat estava gravando a música para a sequência de Gringotts.
O tema principal do filme, "Lily's Theme", foi interpretado por Mai Fujisawa, filha do compositor japonês Joe Hisaishi. No filme, várias faixas são reutilizadas de filmes anteriores de Harry Potter, que não estão incluídas na trilha sonora lançada: uma variante de "Hedwig's Theme"', originalmente composta por John Williams, que toca durante uma cena em Harry Potter and the Chamber of Secrets, é usada duas vezes na Parte 2. Os críticos afirmam que isso contribuiu muito para os sentimentos profundos e comoventes criados e para a sensação de esperança dada ao público. "Dumbledore's Farewell", composta por Nicholas Hooper para Harry Potter and the Half-Blood Prince, é usada por Desplat na faixa "Severus and Lily", que toca durante a sequência "Prince's Tale". Uma variante de "The Kiss", de Hooper, de Harry Potter and the Order of the Phoenix, também aparece na cena do viaduto de Hogwarts. A cena final da Parte 2, que se passa 19 anos após a Batalha de Hogwarts, inclui "Leaving Hogwarts", composta por Williams para o primeiro filme, seguida por uma suíte de "Hedwig's Theme" para os créditos finais.
Desplat falou sobre o uso dos temas de Williams na Parte 2, dizendo: "Bem, todos nós sabemos que há um tema que se tornou icônico, o 'Hedwig's Theme' de John Williams. Esse tema é crucial para o sucesso da história, e teria sido desrespeitoso e estúpido da minha parte não usá-lo nos momentos cruciais em que precisamos nos referir a esses dez anos de amizades que todos nós tivemos com esses personagens e crianças, de modo que o 'Hedwig's Theme' se repete muito mais [do que] na Parte 1, em que a perda da inocência era o tema principal do filme [...]"

## Recepção
| Críticas profissionais | Críticas profissionais |
| Avaliações da crítica  | Avaliações da crítica  |
| Fonte                  | Avaliação              |
| ---------------------- | ---------------------- |
| AllMusic               | 3 de 5 estrelas.       |
| Empire                 | 5 de 5 estrelas.       |
| Evening Hour           | 5 de 5 estrelas.       |
| Filmtracks             | 5 de 5 estrelas.       |
| Movie Music UK         | 5 de 5 estrelas.       |
| Soundtrack Geek        | 5 de 5 estrelas.       |
| Movie Wave             | 5 de 5 estrelas.       |

A trilha sonora foi aclamada pela crítica. Jorn Tillnes, da Soundtrack Geek, deu à trilha sonora uma nota 9/10 e observou: "A Parte 2 termina em tudo, menos em lágrimas. É um prazer ouvi-la, assim como a Parte 1, e o uso do 'Hedwig's Theme' de John Williams, que é o tema definitivo de Harry Potter, é um toque brilhante." Christian Clemmensen, da Filmtracks, deu à trilha sonora uma classificação geral de 4/5, à música como é ouvida no álbum 3/5, e classificou a trilha no contexto do filme como 5/5, e comentou: "Desplat finalmente prova que seu estilo pode transcender seu óbvio domínio técnico de uma orquestra e atingir níveis de majestade tonal que podem ser resumidos em uma única palavra: épico."
Danny Graydon, da Empire Online, deu à trilha sonora uma classificação de 5/5 e disse: "Assim como John Williams criou a linguagem musical de Harry Potter, Alexandre Desplat consegue completá-la de forma magnífica. Desplat cria uma âncora temática altamente emocional com suas cordas e vocalista solo." Outra crítica veio do Allmusic.com; James Christopher Monger deu à trilha sonora uma nota de 3/5 e comentou: "Bombástica, sinistra e triunfante, a apropriadamente sombria e apocalíptica Deathly Hallows, Part 2 pode estar perto do fundo da pilha de trilhas sonoras de Potter, mas dificilmente pode ser considerada um fracasso. " Posteriormente, Jonathan Broxton, da Movie Music UK, fez uma avaliação da trilha sonora com 5/5 estrelas e comentou: "Nunca é demais elogiar a conquista de Desplat ao concluir a franquia Harry Potter da maneira como ele o fez..., a história de Harry sempre foi sobre a morte, e a decisão de Desplat de construir sua trilha sonora em torno de um motivo musical que representasse as almas que partiram foi perfeita. Essa é uma das trilhas sonoras do ano." A Evening Hour classificou a trilha sonora como 4,5/5, comentando: "Desplat provou ser uma força formidável no sucesso dos filmes Deathly Hallows, misturando perfeitamente nuances emocionais com grandiosidade repleta de ação. Em suma, ele criou uma paisagem auditiva satisfatória e rica em camadas, à qual sempre adorarei voltar."

## Lançamento
A trilha sonora foi lançada em 12 de julho de 2011. Prévias das faixas foram lançadas em 23 de junho de 2011.

## Faixas
| Lista de faixas de Harry Potter and the Deathly Hallows - Part 2 (Original Motion Picture Soundtrack) |                             |         |  |
| N.º                                                                                                   | Título                      | Duração |  |
| 1. | "Lily's Theme"              | 2:28    |  |
| 2. | "The Tunnel"                | 1:09    |  |
| 3. | "Underworld"                | 5:24    |  |
| 4. | "Gringotts"                 | 2:24    |  |
| 5. | "Dragon Flight"             | 1:43    |  |
| 6. | "Neville"                   | 1:40    |  |
| 7. | "A New Headmaster"          | 3:25    |  |
| 8. | "Panic Inside Hogwarts"     | 1:53    |  |
| 9. | "Statues"                   | 2:22    |  |
| 10.                                                                                                   | "The Grey Lady"             | 5:51    |  |
| 11.                                                                                                   | "In the Chamber of Secrets" | 1:37    |  |
| 12.                                                                                                   | "Battlefield"               | 2:13    |  |
| 13.                                                                                                   | "The Diadem"                | 3:08    |  |
| 14.                                                                                                   | "Broomsticks and Fire"      | 1:24    |  |
| 15.                                                                                                   | "Courtyard Apocalypse"      | 2:00    |  |
| 16.                                                                                                   | "Snape's Demise"            | 2:51    |  |
| 17.                                                                                                   | "Severus and Lily"          | 6:08    |  |
| 18.                                                                                                   | "Harry's Sacrifice"         | 1:57    |  |
| 19.                                                                                                   | "The Resurrection Stone"    | 4:32    |  |
| 20.                                                                                                   | "Harry Surrenders"          | 1:30    |  |
| 21.                                                                                                   | "Procession"                | 2:07    |  |
| 22.                                                                                                   | "Neville the Hero"          | 2:17    |  |
| 23.                                                                                                   | "Showdown"                  | 3:37    |  |
| 24.                                                                                                   | "Voldemort's End"           | 2:44    |  |
| 25.                                                                                                   | "A New Beginning"           | 1:39    |  |
| Duração total:                                                                                        | Duração total:              | 68:26   |  |

## Equipe
| - Piers Adams - gravação - John Barrett - engenheiro assistente - David Barron - produtor executivo - Jean-Pascal Beintus - orquestração - Clive Bell - shakuhachi - Paul Broucek - executivo responsável pela música - Peter Clarke - editor de música - Paul Clarvis - percussão étnica - Peter Cobbin - mixagem, produção, gravação - Charles Cole - mestre de coral - Alexandre Desplat - compositor, regente, flauta, encarte, orquestração, percussão, piano, produtor - Ninon Desplat - coordenador de partituras - Terry Edwards - mestre de coro - Xavier Forcioli - coordenador de partituras - Rebecca Gilliver - violoncelo - Mark Graham - preparação musical - David Heyman - produtor executivo - Robert Houston - editor de partituras - Allan Jenkins - editor de música - Lewis Jones - Pro-Tools - Jill Kemp - flauta doce - Gabriella Kitto - soprano (vocal) - Annabel Knight - flauta doce - Carmine Lauri - mestre de concertos - Jakob Lindberg - teorba - Jason Linn - executivo responsável pela música - London Oratory - coral júnior, coro | - Orquestra Sinfônica de Londres - orquestra - London Voices - coro, coral - Mai Fujisawa - vocalista solo - Sue Mallet - contratação musical - Lisa Margolis - negócios musicais - Gerard McCann - produtor, editor musical supervisor - Eoghan McNelis - soprano (vocal) - David Miller - alaúde, teorba - Stuart Morton - editor musical - John Parricelli - violão - Patrick Phillips - engenheiro assistente - Conrad Pope - produtor, orquestrador supervisor - Paul Pritchard - engenheiro assistente - Katie Reynolds - supervisora de pós-produção - Sam Okell - mixagem, gravação - Schola Cantorum of the Cardinal Vaughan Memorial School - coro, coral - Nan Schwartz - orquestração - Sandeep Sriram - direção de arte - Alison Stephens - bandolim - Marc Stevens - contratante musical - Clifford Jay Tasner - orquestração - Katie Trethewey - soprano (vocal) - David Walter - programação MIDI - Kirsty Whalley - editor de partituras - Subodh Chikhalkar - editor de partituras - Gaurav Nagarkatti - editor assistente de partituras (assistente de Subodh Chikhalkar) - John Williams - compositor original de "Hedwig's Theme" e temas adicionais, incluindo a faixa inédita "Epilogue (19 Years Later)", originalmente "Leaving Hogwarts" de Harry Potter e a Pedra Filosofal - Nicholas Hooper - compositor original da trilha "Dumbledore's Farewell" de Harry Potter and the Half-Blood Prince. - David Yates - produtor executivo, notas do encarte |